# Ching Ho Cheng
Ching Ho Cheng (L'Avana, 26 dicembre 1946 – New York, 25 maggio 1989) è stato un artista statunitense di origini cinesi.
La sua opera è suddivisibile in quattro periodi: la serie psichedelica, quella del guazzo, quella delle opere strappate e quella alchemica, tutte eseguite principalmente su carta. I suoi lavori sono stati grandemente influenzati dalla mitologia egizia e dal taoismo, che esprimeva le sue convinzioni sul rinnovamento universale della vita.

## Biografia
Nato nel 1946 all'Avana, era figlio dell'ultimo ambasciatore della Repubblica cinese di Chiang Kai-shek a Cuba. Nella metà degli anni '60 studiò pittura alla Cooper Union School of Art di New York, e durante i primi anni '70 visse a Parigi e Amsterdam, dove, nel 1976, organizzò la sua prima mostra artistica.
Tornò a New York nello stesso anno e si stabilì al Chelsea Hotel di Manhattan con l'intenzione di rimanervi per due mesi, ma finì per vivere e lavorare lì fino alla sua morte, sopravvenuta nel maggio 1989 per una malattia polmonare cronica.

## Opera artistica
Ching Ho Cheng realizzava opere d'arte dalla carta strappata. Per creare lavori astratti di varie dimensioni, l'artista applicava polvere di ferro alla carta, che veniva sigillata con strati impermeabili di gesso, medium opaco e pasta modellabile per creare un senso di rilievo. L'artista usava inoltre un catalizzatore speciale per iniziare un lungo processo chimico di trasformazione del ferro in ruggine. La carta veniva immersa nell'acqua per giorni e poi asciugata, sviluppando una superficie dura. A volte Cheng risciacquava la carta per ottenere la superficie desiderata e la colorazione testuale.
Le lettere personali, le foto, i disegni e i manufatti di Ching Ho Cheng sono conservati presso gli Smithsonian Archives of American Art di Washington.